# 横浜市立下田小学校
横浜市立下田小学校（よこはましりつ しもだしょうがっこう）は、神奈川県横浜市港北区にある市立の小学校。

## 沿革
- 1959年 - 開校

昭和34年4月1日に当時珍しかった鉄筋の円形校舎が日吉台小学校下田分校として開校された。翌年35年には児童数が増えたため三階から四階に増築した。

## 交通
- 東急東横線日吉駅から東急バス「サンヴァリエ日吉」行き乗車、「下田小学校前」下車徒歩1分

## 出身者
- 石川達也 - プロ野球選手
- 廣瀬真平 - 俳優